# 藍妮·芭比
藍妮·芭比（Lanny Barby，1981年8月29日—）是一名法裔加拿大成人女星。

## 生平
藍妮·芭比表示她的成人業界開始於「18歲生日後的五秒鐘」。 起步緩慢的藍妮在2001年拍攝了低成本的色情影片《World Sex Tour 24: Canada》，隔年拍攝了《2 on 1 #14》和《Lewd Conduct 15》。
2003年，芭比演出了十部影片，從此她的職業生涯開始步上軌道。她登上多家男性雜誌的封面，如《好色客》、《Club》和《閣樓》，同時也是《閣樓》雜誌在2003年6月份的寵物女郎。
芭比與大她11歲的成人男星朱利安在2005年3月5日結婚。
2005年4月1日，生動娛樂（Vivid Entertainment）宣布與芭比簽下兩年合約，成為第一位來自蒙特婁的「生動女郎」。
多年來，藍妮·芭比的英文拼法有 Lanny Barbie、Lani Barby、Lannie Barby 等等。但根據與生動娛樂合約上的簽名，「Lanny Barby」成為她的正式寫法。
2009年4月，有報導指出她已退出成人業界，返回加拿大。

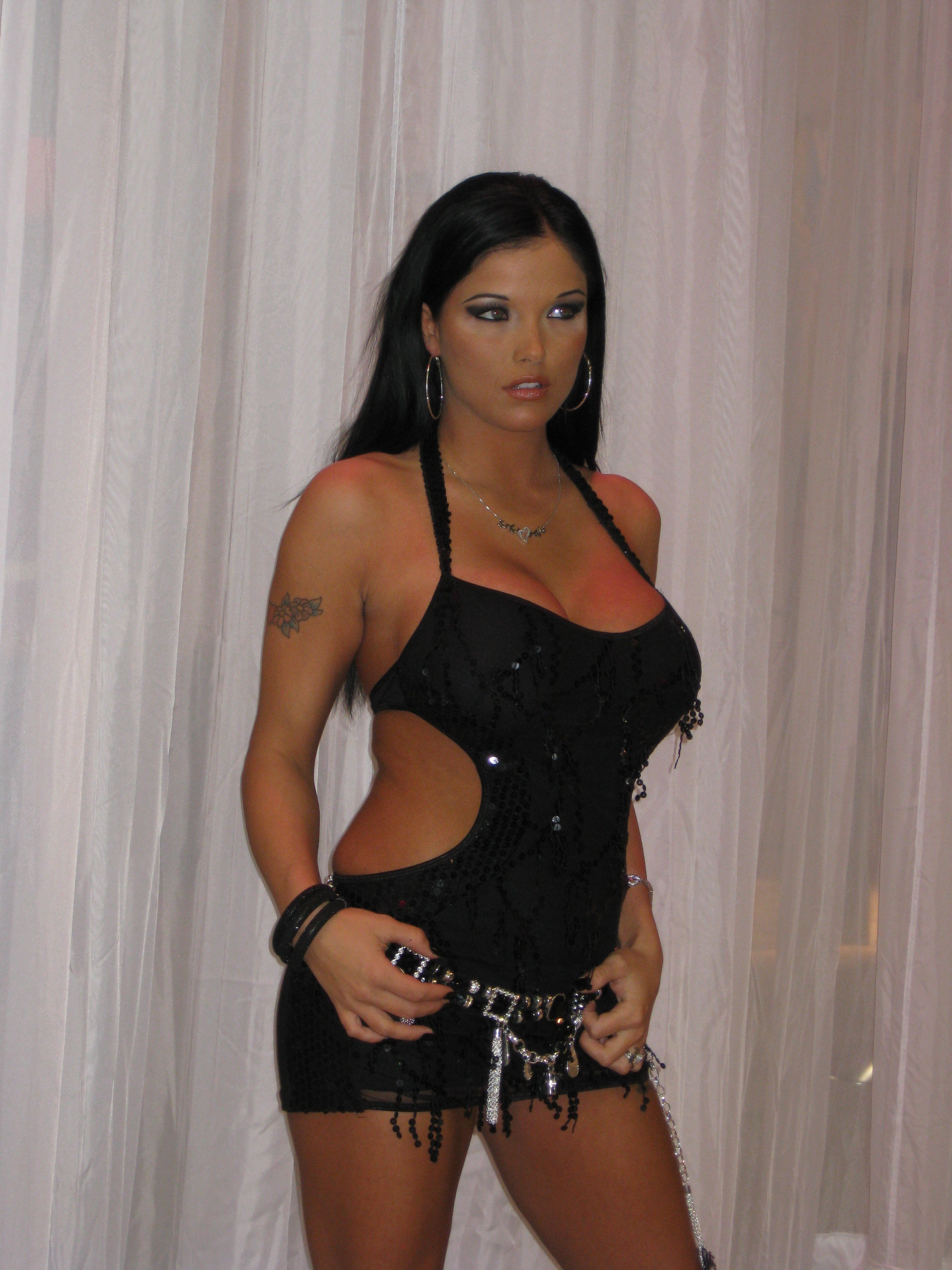
芭比於2008年

## 獎項
- 2006年 FAME Award 決賽 – 最火熱胴體
- 2006年 FAME Award 決賽 – 最受歡迎肛交新秀[8]
- 2007年成人影帶新聞獎提名 – 最佳全女性場景，錄影帶類 – 《Virtual Vivid Girl Sunny Leone》[9]
- 2009年成人影帶新聞獎提名 – 最佳全女性團體性愛場景 – 《Where the Boys Aren't 19》[10]

## 外部連結
- 藍妮·芭比的MySpace主頁